# Sint-Maartensdijk
Sint-Maartensdijk est un village appartenant à la commune néerlandaise de Tholen, situé dans la province de la Zélande. En mars 2005, le village comptait 3 598 habitants.
Sint-Maartensdijk était une commune indépendante jusqu'au 1er juillet 1971. À cette date, toutes les anciennes communes de l'île de Tholen fusionnèrent pour ne plus former qu'une seule commune, celle de Tholen.

## Histoire
Avant de recevoir son nom de Sint-Maartensdijk, l'endroit était connu comme Haestinge, situé sur la rivière Haastee. Sint-Maartensdijk reçut ses privilèges urbains en 1491 mais n'ayant pas de siège à l'assemblée de Zélande, elle était désignée comme petite cité.
Sint-Maartensdijk fut un village prospère au Moyen Âge. En 1434 Vranck van Borselen se maria à la comtesse Jacqueline de Hainaut (en néerl. Jacoba van Beieren). Leur château, le château de Sint-Maartensdijk, était situé au nord de la ville. Par le jeu des héritages, il devint la propriété de la famille d'Orange (voir les premiers nobles de Zélande). Il fut démoli en 1819.
Sint-Maartensdijk est connue pour ses liens avec la famille d'Orange. Le roi néerlandais est aussi seigneur de Sint-Maartensdijk (voir les titres de la famille royale des Pays-Bas). Dans l'immense mairie, qui a été érigée en 1628 avec le soutien financier du prince Frédéric Henri, un certain nombre de portraits datant du XVIIe siècle sont encore visibles accrochés aux murs. Ce bâtiment qui a été agrandi à partir de 1979 est devenu le siège de la municipalité de Tholen. La nouvelle mairie de la ville de Tholen a été inaugurée le 2 janvier 2008.
Au départ, Sint-Maartensdijk avait un port sur le Pluimpot, un bras de l'Escaut occidental et un ancien bras de mer, mais dans le contexte du plan Delta, le Pluimpot a été comblé à Gorishoek en 1957 et le port asséché.
Jusqu'à 1971, Sint-Maartensdijk était une municipalité indépendante avec une superficie de 21,86 km² (dont 0,14 km² d'eau).
Sint-Maartensdijk a accueilli le Jour de la Reine le 30 avril 1996 conjointement avec Berg-op-Zoom.
En 2009, le centre-ville a subi des travaux de rénovation d'importance. Entre autres, en raison du déménagement de la mairie vers Tholen, il a été nécessaire de revoir la configuration du Marché.

## Né à Sint-Maartensdijk
- Keetie van Oosten-Hage (1949), coureur cycliste.
- Heleen Hage (1958), coureur cycliste.